# کاوکاماخی
کاوکاماخی (به لاتین: Kavkamakhi) یک منطقهٔ مسکونی در روسیه است که در شهرستان آگولسکی واقع شده‌است.